# راتشت أند كلانك (فلم)
راتشت وكلانك (بالإنجليزية: Ratchet & Clank) هو فيلم رسوم متحركة حاسوبية خيال علمي كوميدي أمريكي من إخراج كيفن مونرو سنة 2016، ومن توزيع شركة غرامرسي بيكتشرز. قصة الفيلم مبنية على لعبة راتشنت أند كلانك التي تم إنتاجها في سنة 2002، أبطال الفيلم هم بول جياماتي وجون غودمان وجيمس آرنولد تايلور وديفيد كاي وسيلفستر ستالون وهو من إخراج.
تم إصدار الفيلم في 29 أبريل 2016، وعرف إخفاقا في شباك التذاكر، حيث حقق 14 مليون دولار فقط في جميع أنحاء العالم بميزانية قدرها 20 مليون دولار.

## القصة
تبدأ قصة الفيلم بلقاء راتشت وكلانك حيث سيحاول كل منهم إنقاذ مجرة سولانا من الزعيم تريك وبلارغ، الفيلم يعرض عدة نقاط في غاية التفصيل حيث سيتم الجمع فيها بأحداث نسخ ألعاب الفيديو التي تم إنزالها.

## البطولة
- جيمس آرنولد تايلور بدور راتشت.[7]
- ديفيد كاي بدور كلانك.
- بول جياماتي بدور الزعيم دريك قائد البلارغ.
- جون غودمان بدور غريمورث.
- بيلا ثورن بدور كورا.
- سيلفستر ستالون بدور فكتور.
- جيم وورد بدور كابتن كوارك.
- أرمين شايمرمان بدور الدكتور نيفاريوس.
- فنسنت تونغ بدور براكس.
- روزاريو دوسن بدور إيلاريس.

## الإصدار
تم إصدار الفيلم في الولايات المتحدة عبر غرامرسي بيكتشرز في 29 أبريل 2016، بينما تم إصداره دوليًا بواسطة ليونزغيت إنترتينمنت و (Cinema Management Group). قامت إنسومنياك غيمز بتطوير نسخة «مُعاد تخيلها» من لعبة راتشيت أند كلانك الأصلية لربطها بالفيلم، والذي تم إصداره قبل أسبوعين في 12 أبريل في أمريكا الشمالية.

### وسائط منزلية
تم إصدار الفيلم بواسطة يونيفرسال بيكتشرز للترفية على (Digital HD) في 2 أغسطس 2016، وعلى بلو راي ودي في دي في 23 أغسطس 2016.

## شباك التذاكر
حقّق الفيلم 8.8 مليون دولار في أمريكا الشمالية، و5.6 مليون دولار في مناطق أخرى بإجمالي 14.4 مليون دولار في جميع أنحاء العالم، مقابل مع ميزانية إنتاج قدرها 20 مليون دولار.
في الولايات المتحدة وكندا، اقترح تتبع ما قبل الإصدار أن الفيلم سيجمع ما بين 8-10 ملايين دولار من 2891 عرضا في عطلة نهاية الأسبوع الافتتاحية، متخلفًا عن كيانو (عرض 10-14 مليون دولار) وعيد الأم (عرض 11 مليون دولار). حقٌّق الفيلم 4.9 مليون دولار فقط في عطلة نهاية الأسبوع الافتتاحية، وانتهى دون التوقعات في المرتبة السابعة بشباك التذاكر.
بعد الافتتاح المحلي، أعلن استوديو راينمايكر إنترتاينمنت عن رسوم انخفاض قيمة الأصول على استثمارهم البالغ 10 ملايين دولار في الفيلم. وتعليقًا على أداء الفيلم، صرح هيفيرسون (Hefferon) "من الواضح أننا نشعر بخيبة أمل من نتائج الإصدار الافتتاحي لأمريكا الشمالية. أدّى نجاح فيلمي كتاب الأدغال وزوتوبيا إلى خسارة جزء كبير من سوق العائلة. في عطلة نهاية الأسبوع الثانية، حقّق الفيلم 1.5 مليون دولار فقط (انخفاض بنسبة 70٪)، محتلاً المركز التاسع في شباك التذاكر. خسر استوديو راينمايكر حوالي 5 ملايين دولار في الفيلم، حيث حقّق 15 مليون دولار.

## الاستقبال النقدي
على روتن توميتوز، حصل الفيلم على 21٪، بناءً على 80 مراجعة، بمتوسط تقييم 4.20 / 10. حصل الفيلم على درجة 29 في ميتاكريتيك. الجماهير التي استطلعت آراءها سينماسكور أعطت الفيلم متوسط درجة "B" على مقياس A + إلى F.
أعطى بيل زويكر من شيكاغو سن-تايمز الفيلم 2 من أصل 4 نجوم، كما أعطى كايل سميث من نيويورك بوست الفيلم واحدًا من أصل أربعة نجوم.

## وصلات خارجية
- راتشت أند كلانك على موقع IMDb (الإنجليزية)
- راتشت أند كلانك على موقع ميتاكريتيك (الإنجليزية)
- راتشت أند كلانك على موقع روتن توميتوز (الإنجليزية)
- راتشت أند كلانك على موقع نتفليكس (الإنجليزية)
- راتشت أند كلانك على موقع قاعدة بيانات الأفلام العربية
- راتشت أند كلانك على موقع ألو سيني (الفرنسية)
- راتشت أند كلانك على موقع Turner Classic Movies (الإنجليزية)
- راتشت أند كلانك على موقع أول موفي (الإنجليزية)
- راتشت أند كلانك على موقع بوكس أوفيس موجو (الإنجليزية)
- راتشت أند كلانك على موقع فيلمافينيتي (الإسبانية)

- الموقع الرسمي نسخة محفوظة 27 نوفمبر 2018 على موقع واي باك مشين.
- وصف الفيلم
- راتشت أند كلانك على قاعدة بيانات الأفلام على الإنترنت